# Івен Естбю
Івен Еустбе (норв. Iven Austbø, нар. 22 лютого 1985, Ставангер, Норвегія) — норвезький футболіст, воротар клубу «Вікінг».

## Клубна кар'єра
Івен Еустбе народився у місті Ставангер і займатися футболом почав у місцевому клубі «Вікінг». З 2004 року Еустбе почали залучати до матчів першої команди клубу. З 2006 року Еустбе забронював за собою місце основного воротаря. Але коли у 2007 році на тренерську посаду до «Вікінга» прийшов Томас Мюре, Івен знову втратив місце в основі і у 2008 році воротар вирішив перейти до клубу «Стабек».
Але в столичній команді Івен за три сезони провів лише чотири гри і тому після закінчення сезону 2010 року воротар покинув розташування «Стабека» і приєднався до клубу «Саннефіорд», де провів три сезони, граючи у Другому дивізіоні.
З 2014 року Івен повернувся до «Вікінга».

## Збірна
З 2001 року Івена Еустбе регулярно викликали на матчі юнацьких та молодіжної збірних Норвегії.

## Досягнення
Вікінг
 Переможець Кубка Норвегії: 2019